# Соболев, Юрий Васильевич
Юрий Васильевич Со́болев (1887—1940) — русский советский литературовед и театровед. Доктор искусствоведения. Профессор ГИТИСа (1939)

## Биография
Родился 22 ноября 1887 года в семье банковского служащего. Окончил Московский университет. С 1905 года выступал в качестве литературного и театрального критика, публиковал критические статьи и театральные рецензии в провинциальной прессе. С 1910 года сотрудничал в театральной печати. В течение нескольких лет работал в качестве режиссёра в ряде крупных городов российской провинции.
В дальнейшем — критик и историк МХАТа. Также являлся заведующим литературной частью МХАТ 2-го. Работал преподавателем истории театра в Высшем институте народного образования в Казани, в Киевском театральном техникуме, Театральном училище имени М. С. Щепкина и ГИТИСе. С 1939 года профессор.
Скончался 2 июля 1940 года. Похоронен в Москве на Новодевичьем кладбище (2-й уч., 36-й ряд).

## Творчество
Соболев является автором творческих портретов М. М. Тарханова, И. М. Москвина, С. В. Гиацинтовой, В. Ф. Комиссаржевской, П. Н. Орленева, М. Н. Ермоловой и других актёров, книг по истории театра. Много писал о постановках МХАТа. В 1918-м опубликовал первую монографию о В. И. Немировиче-Данченко. К 40-летию МХАТа, в 1938-м, увидела свет его книга «Московский Художественный театр. Очерки».
Более всего Соболев известен как исследователь жизни и творчества А. П. Чехова. Этой теме он посвятил свыше ста статей. Огромная его заслуга состоит в собирании утерянных и неопубликованных страниц произведений писателя, тщательное библиографирование чеховской литературы. Тем не менее исследовательские работы о Чехове, несмотря на обилие частностей, не обладают выдержанной точкой зрения и отмечены эклектизмом.
Также перу Соболева принадлежат пьесы «Униженные и оскорбленные» и «В овраге». Они представляют собой переработку одноимённых произведений Ф. М. Достоевского и А. П. Чехова.